# Ensatina eschscholtzii
Ensatina eschscholtzii é uma espécie de anfíbio caudado pertencente à família Plethodontidae. É a única espécie classificada no género Ensatina.